# Cewice (gemeente)
De gemeente Cewice is een landgemeente in het Poolse woiwodschap Pommeren, in powiat Lęborski.
De gemeente bestaat uit 11 administratieve plaatsen solectwo: Bukowina, Cewice, Karwica, Łebunia, Maszewo Lęborskie, Osowo Lęborskie, Oskowo, Pieski, Popowo, Siemirowice, Unieszyno
De zetel van de gemeente is in Cewice.

## Oppervlakte gegevens
In 2002 bedroeg de totale oppervlakte van gemeente Cewice 187,86 km², waarvan:
- agrarisch gebied: 31%
- bossen: 59%

De gemeente beslaat 26,57% van de totale oppervlakte van de powiat.

## Demografie
Stand op 30 juni 2004:
| Omschrijving                   | Totaal | Totaal | Vrouwen | Vrouwen | Mannen | Mannen |
| ------------------------------ | ------ | ------ | ------- | ------- | ------ | ------ |
| eenheid                        | aantal | %      | aantal  | %       | aantal | %      |
| inwoners                       | 6995   | 100    | 3425    | 49      | 3570   | 51     |
| bevolkingsdichtheid (inw./km²) | 37,2   | 37,2   | 18,2    | 18,2    | 19     | 19     |

In 2002 bedroeg het gemiddelde inkomen per inwoner 1666,46 zł.

## Aangrenzende gemeenten
Czarna Dąbrówka, Lębork, Linia, Łęczyce, Nowa Wieś Lęborska, Potęgowo, Sierakówice